# Geest

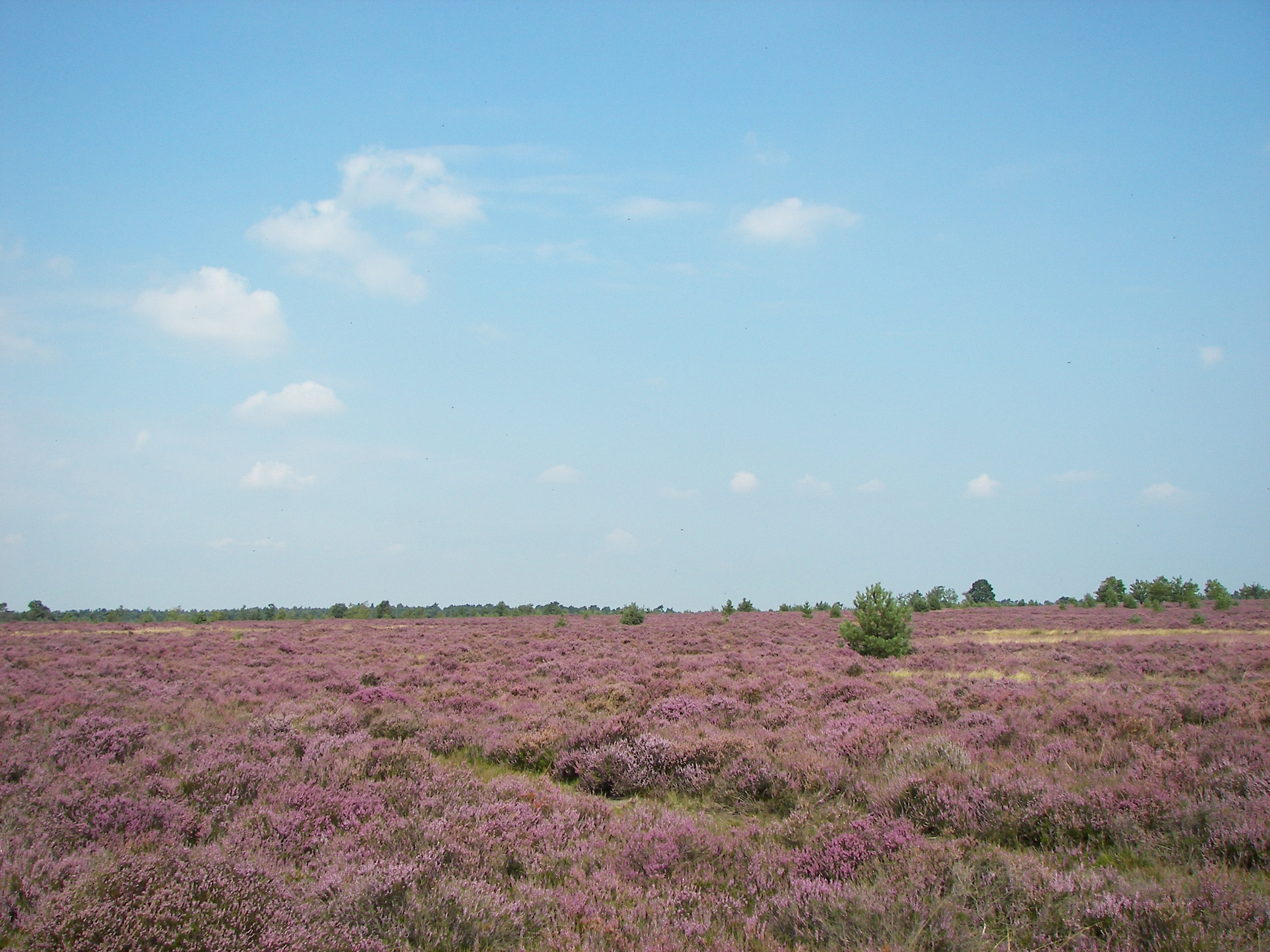
Lüneburské vřesoviště je typický příklad geestu

Geest je typ krajiny v severním Německu, Nizozemsku a Dánsku. Vznikl usazováním písku během ledových dob a je protikladem marše. Geest představuje výše položenou rovinu, proto je někdy také nazýván geestový nebo písečný hřbet (německy Geestrücken nebo Sandrücken). Samo slovo geest je podstatné jméno odvozené od dolnoněmeckého adjektiva gest („suchý“, „neúrodný“).
V severozápadních dolnoněmeckých nářečích se používá také výraz Gast, např. v některých místních názvech jako Tergast. Příležitostně se objevuje i Geist (fem.) např. Geistviertel, Hohe Geist nebo Hölzengeist.

## Charakteristika
Geesty bývají obvykle vyšší než marše. Sestávají z koncových a základních morén saalské doby ledové (Hohe Geest), nebo z písků weichselské doby ledové (Niedere Geest). Tato krajina starých morén byla v eemské době meziledové překryta vátými písky a posléze i písky následující weichselské doby ledové. Následná eroze vytvořila plochou krajinu chudou na zásoby vody. Často se zde nachází písčitá neúrodná půda. Pokud se na ní něco pěstuje, pak především brambory. Lesy jsou tvořené převážně borovicemi; většina lesů byla ovšem během osidlování vykácena. Neustálým okusováním mladých výhonků pasoucím se dobytkem vznikají společenstva trpasličích keřů a vřesoviště.
Oblasti základních a koncových morén jsou úrodnější než písky a najdeme na nich i listnaté lesy (především buky). Velmi písčité geesty jsou výrazně méně úrodné než marše a weichselské morény východních pahorkatin ve Šlesvicku-Holštýnsku. Geesty jsou typické pro velké části Dolního Saska, Meklenburska-Předního Pomořanska, Šlesvicka-Holštýnska a Hamburku.
Běžným znakem mnoha geestů podél pobřeží jsou tzv. knicks, zvláštní severoněmecký druh živého plotu, který se v pravidelných odstupech zastřihává až na kmen a který poskytuje ochranu před větrem a před vátými písky tvořícími duny. Knicky dříve sloužily také jako zdroj vrbového proutí a dřeva na ploty a na topení.
V místech, kde geest sahá až k moři, se tvoří útesy.

## Historie osídlení
V severním Německu byly geesty osídleny dříve než marše, protože poskytovaly ochranu před záplavami. Proto se v geestech na pevnině i v jádrech ostrovů nacházejí megalitické hroby z doby kamenné.
Hranice mezi geestem a marší představuje i osídlovací a kulturně-historickou hranici. Frísové dávali přednost osídlování marší. V oblastech osídlených Sasy existovala hranice mezi rolnickými kulturami geestů a marší, podmíněná rozdíly v úrodnosti půdy. Obyvatelé marší považovali až do 20. století za nevhodné uzavírat sňatky s někým z geestu, protože takový sňatek nepřinesl do rodiny žádnou úrodnou půdu.

## Příklady geestů
- Burgdorf-Peiner Geest
- Cloppenburger Geest u Cloppenburgu
- Friesische Wehde jihozápadně od Jadebusen
- Geesthang mezi Wedelem, Altonou a Hamburg-Neustadtem a mezi Hamburg-St. Georg, Bergedorfem, Geesthachtem a Lauenburgem na sever od Labe
- geestové jádro ostrovů Amrum, Föhr a Sylt
- Hannoversche Moorgeest
- Heide-Itzehoer Geest
- Hümmling v zemském okrese Emsland
- Lüneburger Heide v Dolním Sasku
- Münsterländer Kiessandzug
- Rehdener Geestmoor
- Schleswigsche Geest
- Stader Geest mezi Stade, Bremerhavenem, Achimem a Verdenem
  - Achim-Verdener Geest
    - Lintelner Geest

  - Wesermünder Geest
    - Osterholzer Geest
    - Wurster Heide popř. Hohe Lieth mezi Bremerhavenem a Cuxhavenem
    - Wingst severozápadně od Hemmooru (Dolní Sasko)
    - Westerberg

  - Zevener Geest
- Steyerberger Wald u Steyerbergu
- Wildeshauser Geest v Dolním Sasku